# Bulbophyllum cochlioides
Bulbophyllum cochlioides là một loài phong lan thuộc chi Bulbophyllum.